# Pisara ineffectalis
Pisara ineffectalis är en fjärilsart som beskrevs av Walker 1864. Pisara ineffectalis ingår i släktet Pisara och familjen trågspinnare. Inga underarter finns listade i Catalogue of Life.